# Нинъёган
Нинъёган — река в России, протекает по Ханты-Мансийскому АО. Устье реки находится в 20 км по правому берегу реки Кыртыпъях. Длина реки составляет 55 км, площадь водосборного бассейна 341 км². Высота устья — 33,2 м над уровнем моря.
В 28 км от устья, по левому берегу реки впадает река Ай-Нинъёган.

## Данные водного реестра
По данным государственного водного реестра России относится к Верхнеобскому бассейновому округу, водохозяйственный участок реки — Обь от впадения реки Вах до города Нефтеюганск, речной подбассейн реки — Обь ниже Ваха до впадения Иртыша. Речной бассейн реки — (Верхняя) Обь до впадения Иртыша.